# Sophie Gustafson
Sophie Gustafson (Varberg, 27 december 1973) is een Zweeds golfprofessional die golft op de Ladies European Tour en de LPGA Tour. Ze won tot op het heden 28 golftoernooien waarvan 5 op de LPGA Tour en 16 op de LET.

## Loopbaan
In 1992 werd Gustafson een golfprofessional en debuteerde op de Ladies European Tour. In 1996 behaalde ze haar eerste zege op de LET door het Deesse Ladies' Swiss Open te winnen. Ze won ook vier keer de Order of Merit van de LET.
In 1998 debuteerde Gustafson op de LPGA Tour waar ze in april 2000 haar eerste LPGA-zege won door het Chick-fil-A Charity Championship te winnen. 
Tussendoor golfte Gustafson af en toe op kleine golftours zoals de Telia Tour en de Ladies Asian Golf Tour.
Gustafson werd meermaals geselecteerd voor het Europees golfteam op de Solheim Cup in 1998, 2000, 2002, 2003, 2005, 2007, 2009 en 2011.

## Prestaties
LPGA Tour
| Nr. | Datum             | Toernooi                         | Score           | Score | Info                                           |
| --- | ----------------- | -------------------------------- | --------------- | ----- | ---------------------------------------------- |
| 1   | 30 april 2000     | Chick-fil-A Charity Championship | 65-69-72=206    | –10   |                                                |
| 2   | 20 augustus 2000  | Weetabix Women's British Open    | 70-66-71-75=282 | –10   | Maakt ook deel uit van de Ladies European Tour |
| 3   | 21 januari 2001   | Subaru Memorial of Naples        | 68-64-70-70=272 | –16   |                                                |
| 4   | 12 oktober 2003   | Samsung World Championship       | 72-69-69-64=274 | –14   |                                                |
| 5   | 27 september 2009 | CVS/pharmacy LPGA Challenge      | 65-69-66-68=268 | –20   |                                                |

Ladies European Tour
| Nr. | Datum             | Toernooi                          | Score           | Score | Info                                                                   |
| --- | ----------------- | --------------------------------- | --------------- | ----- | ---------------------------------------------------------------------- |
| 1   | 16 juni 1996      | Deesse Ladies' Swiss Open         | 69-69-73-69=280 | –8    |                                                                        |
| 2   | 5 september 1998  | Donegal Irish Ladies Open         | 68-78-68=214    | –2    | Won de play-off van Iben Tinning (54-holes; regenweer)                 |
| 3   | 24 oktober 1998   | Marrakech Palmeraie Open          | 66-67-68=201    | –15   |                                                                        |
| 4   | 21 mei 2000       | Ladies Italian Open               | 69-74-69-72=284 | –8    |                                                                        |
| 5   | 11 juni 2000      | Waterford Crystal Irish Open      | 71-71-71-69=282 | –6    |                                                                        |
| 6   | 20 augustus 2000  | Weetabix Women's British Open     | 70-66-71-75=282 | –10   | Maakt ook deel uit van de LPGA Tour                                    |
| 7   | 11 maart 2001     | AAMI Women's Australian Open      | 70-69-66-71=276 | –12   | Maakt ook deel uit van de ALPG Tour                                    |
| 8   | 5 oktober 2002    | Biarritz Ladies Classic           | 69-67-64=200    | –10   | Won de play-off van Mhairi McKay                                       |
| 9   | 15 juni 2003      | Ladies Irish Open                 | 66-63-73=202    | –17   |                                                                        |
| 10  | 10 augustus 2003  | HP Open                           | 67-71-63-68=269 | –19   | Won de play-off van Suzann Pettersen                                   |
| 11  | 17 augustus 2003  | BT Ladies Open                    | 66-69-68-72=275 | –13   |                                                                        |
| 12  | 17 september 2006 | Siemens Austrian Ladies Golf Open | 71-64-65-71=271 | –17   |                                                                        |
| 13  | 22 september 2007 | De Vere Ladies Scottish Open      | 71-68-71=210    | –3    |                                                                        |
| 14  | 25 april 2010     | European Ladies Golf Cup          | 267             | –21   | Won samen met Anna Nordqvist de play-off van Karrie Webb en Karen Lunn |
| 15  | 8 april 2010      | AIB Ladies Irish Open             | 70-68-66=204    | –12   |                                                                        |
| 16  | 17 april 2011     | European Ladies Golf Cup          | 267             | –21   | Won samen met Anna Nordqvist                                           |

Overige
| Jaar | # | Toernooi(en)                                                                                                  |
| ---- | - | --- |
| 1996 | 1 | Rörstrand Ladies Open (Telia Tour)                                                                            |
| 1997 | 1 | Thailand Open (Ladies Asian Tour)                                                                             |
| 1998 | 3 | Lalla Meryem Cup (Marokko), Telia Ladies Finale (Telia Tour), Praia d'El Rey European Cup (LET-teamevenement) |
| 1999 | 1 | Praia d'El Rey European Cup (LET-teamevenement)                                                               |
| 2000 | 1 | TSN Ladies World Cup Golf (met Carin Koch)                                                                    |
| 2003 | 1 | Catalonia World Matchplay Championship                                                                        |

## Teamcompetities
Professional
- Solheim Cup ( EU): 1998, 2000 (winnaars), 2002, 2003 (winnaars), 2005, 2007, 2009, 2011 (winnaars)
- Lexus Cup ( SWE): 2005 (winnaars)
- World Cup ( SWE): 2005, 2008